# Zakariya Abarouai
Zakariya Abarouai (Lyon, 30 maart 1994) is een Frans voetballer van Marokkaanse afkomst die bij voorkeur als spits speelt. In 2014 stroomde hij vanuit de jeugdopleiding door naar het eerste elftal van Évian Thonon Gaillard. 

## Carrière
Op 4 mei 2014 maakte Abarouai zijn debuut in de hoofdmacht van Évian Thonon Gaillard. In de met 1–0 verloren Ligue 1-wedstrijd tegen Stade de Reims mocht hij na 65 minuten invallen voor Marco Ruben.
Een seizoen later eindigde hij – zonder een wedstrijd te spelen – met zijn ploeg op de achttiende plaats, met degradatie als gevolg. In het seizoen 2015/16 kreeg Abarouai wel speeltijd.

## Statistieken
| Seizoen         | Club            |                    | Competitie      | Competitie | Competitie | Beker | Beker | Internationaal | Internationaal | Totaal | Totaal |
| Seizoen         | Club            | Wed.               | Competitie      | Dlp.       | Wed.       | Dlp.  | Wed.  | Dlp.           | Wed.           | Dlp.   |        |
| --------------- | --------------- | ------------------ | --------------- | ---------- | ---------- | ----- | ----- | -------------- | -------------- | ------ | ------ |
| 2013/14         | Évian II        | Vlag van Frankrijk | CFA 2           | 21         | 4          | 0     | 0     | —              | —              | 21     | 4      |
| 2013/14         | Évian           | Vlag van Frankrijk | Ligue 1         | 1          | 0          | 0     | 0     | —              | —              | 1      | 0      |
| 2014/15         | Évian II        | Vlag van Frankrijk | CFA 2           | 21         | 5          | 0     | 0     | —              | —              | 21     | 5      |
| 2014/15         | Évian           | Vlag van Frankrijk | Ligue 1         | 0          | 0          | 0     | 0     | —              | —              | 0      | 0      |
| 2015/16         | Évian           | Vlag van Frankrijk | Ligue 1         | 5          | 0          | 1     | 0     | —              | —              | 6      | 0      |
| Carrière totaal | Carrière totaal | Carrière totaal    | Carrière totaal | 48         | 9          | 1     | 0     | —              | —              | 49     | 9      |

Bijgewerkt op 12 oktober 2015.